# 酒井弘明ミッドナイトフライト
酒井弘明ミッドナイトフライト（さかいひろあきミッドナイトフライト）は、東海ラジオ放送で放送されている番組である。2012年4月より放送時間変更により、番組名が『酒井弘明モーニングフライト』（さかいひろあきモーニングフライト）に変更となる。同番組についても併せて述べる。

## 概要
- 東海ラジオでは飛行機好きとして知られている酒井弘明アナウンサーがパーソナリティを担当。コーナーや番組のあらゆるところに飛行機好きの酒井ならではのこだわりを出している。

### 放送時間
- ミッドナイトフライト
  - 毎週土曜日深夜27:00〜28:00（〜2008年3月）
  - 毎週土曜日深夜27:30〜28:00（2008年4月〜2009年3月）
  - 毎週土曜日27:00〜28:00（2009年4月〜7月4日）
  - 一時休止（2009年7月11日～10月3日）
  - 毎週土曜日26:30〜27:00（2009年10月10日〜2010年4月3日）（放送再開）
  - 毎週土曜日27:30〜28:00（2010年4月10日〜）
- モーニングフライト
  - 毎週日曜日5:00〜5:30（2012年4月〜）

## 番組の主な流れ・コーナー紹介
現在
オープニング
- 飛行機の音とともに酒井が、機長の口調で番組のはじまりなどを告げる。

国内・海外ローカルフライト
- 毎週1つの場所を取り上げ、その土地にちなんだ音楽・話題を放送する。

ルーク・オザワの撮影ガイド
- ルーク・オザワによる撮影ガイドを酒井アナが紹介する。

エンディング
過去
セントレア発日本の旅（番組スタート時〜2009年3月）
- セントレアから出かけることのできる各空港周辺の旅ガイド（観光地の紹介・都市の魅力・名産グルメなど）やその土地にちなんだ曲をかける。
  - ルーク・H・オザワによる各空港ごとの飛行機を撮影する際のアドバイスを、2007年10月ごろから紹介するようになった。但し本人は登場せず、酒井アナが紹介していた。

音楽発世界の旅（番組スタート時〜2009年3月）
- 世界の音楽を紹介する

今週の阿久悠作品
- 2007年8月に亡くなった作詞家・阿久悠の曲を放送する。

フライト一口メモ（番組スタート時〜2009年3月）
- 飛行機のエピソードやこだわりなどを語る。

## 備考
- ラジオ番組表・2007年秋号内の各AMラジオ局の改編情報のページの東海ラジオの欄にこの番組も紹介されたが、酒井が機長の服を着た写真が載っている。
- 2009年1月18日に中部国際空港の4Fイベントフロアにて番組の公開収録のイベントが行われた。内容としては当時番組内で放送されていたセントレア発日本の旅でアドバイスを行っていたルーク・H・オザワも審査員を務めたセントレアフォトコンテストについて・また普段の撮影生活などを酒井と話すものであった。イベントの内容は1月24日の番組で放送された。